# Ministerio del Poder Popular para la Salud
El Ministerio del Poder Popular para la Salud es un organismo del estado venezolano que coordina, controla, administra y supervisa las operaciones y servicios de salud de los venezolanos. En marzo de 2009, el presidente de Venezuela Hugo Chávez renombró el ministerio, el cual pasó a denominarse Ministerio del Poder Popular para la Salud y Protección Social, fusionándose y eliminándose el Ministerio del Poder Popular para la Participación y Protección Social.
Su actual ministro es Magaly Gutiérrez.

## Historia
Fundado el 1 de marzo de 1936 bajo el nombre Ministerio de Sanidad y Asistencia Social (MSAS) como parte de una reestructuración administrativa del entonces Ministerio de Salubridad, Agricultura y Cría, una de las primeras medidas dictadas por el presidente de Venezuela, el general Eleazar López Contreras. En 1999, el presidente Hugo Chávez cambió el nombre del ministerio fusionándolo con el Ministerio de la Familia, con el nombre de Ministerio de Salud y Desarrollo Social.

## Misión
Bajo la rectoría del recién creado Sistema Público Nacional de Salud, el MPPS implementa y supervisa las redes de atención de carácter gubernamental para:
- Hacer de los Derechos Sociales y la Equidad las bases de un nuevo orden social, de justicia y bienestar para todos.
- Combatir las inequidades, reduciendo los déficits de atención y las brechas entre grupos humanos y territorios.
- Rescatar lo público en función del interés colectivo, potenciando ciudadanía con capacidad en el diseño y ejecución de políticas que impacten en el desarrollo social del país.

## Estructura del Ministerio

### Viceministerios
- Viceministerio de Hospitales
- Viceministerio de Redes de Atención Ambulatoria de Salud
- Viceministerio de Redes Colectivas de Salud
- Viceministerio de Salud Integral
- Viceministerio de Recursos, Tecnología y Regulación

### Órganos y entes adscritos al Ministerio
- Hospital Cardiológico Infantil Latinoamericano
- Hospital Clínico Universitario de la UCV
- Sistema Público Nacional de Salud
- Misión Milagro
- Misión Niño Jesús
- Misión José Gregório Hernández
- Fundación de Farmacias Sociales
- Instituto Nacional de Higiene Rafael Rangel

## Ministros
| Ministros de Salud de Venezuela |                                  |                 |                         |                                                                                            |
| Orden                           | Nombre                           | Período         | Presidente              | Observaciones                                                                              |
| 1                               | Enrique Tejera Guevara           | 1936            | Eleazar López Contreras | Médico pediatra y epidemiólogo.                                                            |
| 2                               | Santos Aníbal Dominici           | 1936 - 1937     | Eleazar López Contreras | Médico investigador                                                                        |
| 3                               | Honorio Sigala                   | 1937 - 1938     | Eleazar López Contreras | Médico cirujano                                                                            |
| 4                               | Julio García Álvarez             | 1938 - 1941     | Eleazar López Contreras |                                                                                            |
| 5                               | Félix Lairet                     | 1941 - 1945     | Isaías Medina Angarita  |                                                                                            |
| 6                               | Edmundo Fernández Marquis        | 1945 - 1948     | Rómulo Betancourt       |                                                                                            |
| 6                               | Edmundo Fernández Marquis        | 1945 - 1948     | Rómulo Gallegos         |                                                                                            |
| 7                               | Antonio Martín Araujo            | 1948 - 1950     | Carlos Delgado Chalbaud |                                                                                            |
| 8                               | Raúl Soulés Baldó                | 1951 - 1952     | Germán Suárez Flamerich | Médico neumólogo                                                                           |
| 9                               | Pedro Gutiérrez Alfaro           | 1952 - 1958     | Marcos Pérez Jiménez    | Médico obstetra                                                                            |
| 10                              | Carlos Luis González             | 1958            | Wolfgang Larrazábal     | Médico epidemiólogo, director general del ministerio durante el gobierno de Pérez Jiménez. |
| 11                              | Espíritu Santos Mendoza          | 1958 - 1959     | Édgar Sanabria          | Médico pediatra, profesor de la UCV.                                                       |
| 12                              | Arnoldo Gabaldón                 | 1959 - 1964     | Rómulo Betancourt       | Médico malariólogo e investigador                                                          |
| 13                              | Alfredo Arreaza Guzmán           | 1964            | Raúl Leoni              | Médico sanitarista                                                                         |
| 14                              | Domingo Guzmán Lander            | 1964 - 1967     | Raúl Leoni              |                                                                                            |
| 15                              | Alfonso Araujo Belloso           | 1967 - 1968     | Raúl Leoni              | Médico urólogo                                                                             |
| 16                              | Armando Soto Rivera              | 1968 - 1969     | Raúl Leoni              |                                                                                            |
| 17                              | Lisandro Latuff                  | 1969 - 1970     | Rafael Caldera          |                                                                                            |
| 18                              | José de Jesús Mayz Lyon          | 1970 - 1974     | Rafael Caldera          | Pediatra                                                                                   |
| 19                              | Blas Bruni Celli                 | 1974 - 1975     | Carlos Andrés Pérez     | Anatomopatólogo                                                                            |
| 20                              | Antonio Parra León               | 1975 - 1979     | Carlos Andrés Pérez     |                                                                                            |
| 21                              | Alfonso Benzecri                 | 1979 - 1981     | Luis Herrera Campins    |                                                                                            |
| 22                              | Luis González Herrera            | 1981 - 1984     | Luis Herrera Campins    | Epidemiólogo                                                                               |
| 23                              | Luis Maniel Manzanilla           | 1984 - 1985     | Jaime Lusinchi          | Médico endocrinólogo.                                                                      |
| 24                              | Otto Hernández Pieretti          | 1985 - 1987     | Jaime Lusinchi          | Médico cardiólogo.                                                                         |
| 25                              | Francisco Montbrun               | 1987 - 1989     | Jaime Lusinchi          | Médico anatomista y cirujano.                                                              |
| 26                              | Felipe Bello González            | 1989 - 1990     | Carlos Andrés Pérez     | Médico.                                                                                    |
| 27                              | Manuel Adrianza                  | 1990 - 1991     | Carlos Andrés Pérez     | Médico fisiólogo, cardiólogo y cirujano de tórax.                                          |
| 28                              | Pedro Páez Camargo               | 1991 - 1992     | Carlos Andrés Pérez     | Médico neonatólogo.                                                                        |
| 29                              | Ángel Rafael Orihuela            | 1992 - 1993     | Carlos Andrés Pérez     | Médico cirujano y exdirector del Hospital Universitario de Caracas                         |
| 29                              | Ángel Rafael Orihuela            | 1993            | Octavio Lepage          | Médico cirujano y exdirector del Hospital Universitario de Caracas                         |
| 30                              | Pablo Pulido                     | 1993 - 1994     | Ramón José Velásquez    | Médico cardiólogo e internista, y exdirector del Centro Médico Docente La Trinidad         |
| 31                              | Vicente Pérez Dávila             | 1994            | Rafael Caldera          | Médico cardiólogo. Perteneciente al grupo POLAR                                            |
| 32                              | Carlos Walter Valecillos         | 1994 - 1997     | Rafael Caldera          | Médico psiquiatra. Doctorado en La Sorbona en Políticas Públicas                           |
| 33                              | Pedro Rincón Gutiérrez           | 1994 - 1997     | Rafael Caldera          | Médico obstetra, exrector de la ULA, y exembajador en Rumania.                             |
| 34                              | José Félix Oletta López          | 1997 - 1999     | Rafael Caldera          | Médico cirujano e internista.                                                              |
| 35                              | Gilberto Rodríguez Ochoa         | 1999 - 2001     | Hugo Chávez             | Médico dermatólogo y salubrista.                                                           |
| 36                              | María Lourdes Urbaneja Durant    | 2001 - 2003     | Hugo Chávez             | Médico neurólogo, exembajadora en Uruguay y actual embajadora en Chile.                    |
| 37                              | Roger Capella                    | 2003 - 2004     | Hugo Chávez             | Médico angiólogo y exdiputado de La Causa R.                                               |
| 38                              | Francisco Alejandro Armada Pérez | 2004 - 2007     | Hugo Chávez             | Médico especialista en salud pública. Doctorado en Johns Hopkins en Políticas de Salud.    |
| 39                              | Erick Rodríguez Miérez           | 2007            | Hugo Chávez             | Médico psiquiatra y especialista en salud pública y exdiputado del MVR.                    |
| 40                              | Jesús María Mantilla             | 2007-2009       | Hugo Chávez             | Cnel. del Ejército y expresidente del IVSS.                                                |
| 41                              | Carlos Rotondaro Cova            | 2009-2010       | Hugo Chávez             | Cnel. del Ejército y expresidente del IVSS.                                                |
| 42                              | Luis Reyes Reyes                 | 2010            | Hugo Chávez             | Tte. cnel. de la Aviación, exgobernador de Lara y exministro de la Secretaría.             |
| 43                              | María Eugenia Sader              | 2010-2013       | Hugo Chávez             | Médico pediatra y coronel de la Aviación.                                                  |
| 44                              | Isabel Iturria                   | 2013 - 2014     | Nicolás Maduro          | Médico cardiólogo.                                                                         |
| 45                              | Francisco Alejandro Armada Pérez | 2014            | Nicolás Maduro          | Médico especialista en salud pública Doctorado en Johns Hopkins en Políticas de Salud.     |
| 46                              | Nancy Pérez Sierra               | 2014            | Nicolás Maduro          | Médico cirujano.                                                                           |
| 47                              | Henry Ventura                    | 2015            | Nicolás Maduro          | Médico. Exdiputado.                                                                        |
| 48                              | Luisana Melo                     | 2016            | Nicolás Maduro          | Pediatra y especialista en salud pública.                                                  |
| 49                              | Antonieta Caporale               | 2017            | Nicolás Maduro          | Médico Gíneco- Obstetra.                                                                   |
| 50                              | Luis López Chejade               | 2017 - 2018     | Nicolás Maduro          | Farmacéutico.                                                                              |
| 51                              | Carlos Alvarado González         | 2018 - 2022     | Nicolás Maduro          | Médico Fisiatra.                                                                           |
| 52                              | Magaly Gutiérrez                 | 2022–2024       | Nicolás Maduro          | Abogada                                                                                    |
| 53                              | Magaly Gutiérrez                 | 2025–actualidad | Nicolás Maduro          | Abogada                                                                                    |

## Enláces externos
- Sitio Web

- Datos: Q4141111